# استرونیوس
استرونیوس (نام علمی: Strunius) نام یک سرده از تیره پنجه‌دندانان است.